# Arne Hamarsland
Arne Hamarsland (Bergen, Noruega; 24 de julio de 1933 – 10 de abril de 2025) fue un político y atleta noruego especialista en la carrera de media distancia.

## Carrera

### Atletismo
A nivel nacional fue campeón de los 800 metros en 1960 y 1961, y de los 1500 metros en 1955, 1956, 1959, 1960, 1961 y 1963.
A nivel internacional participó en el Campeonato Europeo de Atletismo de 1958 en el evento de los 1500 metros donde no pudo avanzar a la final, y en los Juegos Olímpicos de Roma 1960 participó en el evento de los 1500 metros donde terminó en noveno lugar.

### Política
Fue miembro del Partido de Centro por ocho años en el Consejo de Ytrebygda y formó parte del Consejo Deportivo de Bergen de 1997 a 1998.

## Récords personales
- 800 metros - 1:49.1 min (1958) [7]
- 1500 metros - 3:39.8 min (1958) - 12° mejor en 1500 m en Noruega.[8]